# Appel au cessez-le-feu pendant la guerre de Gaza

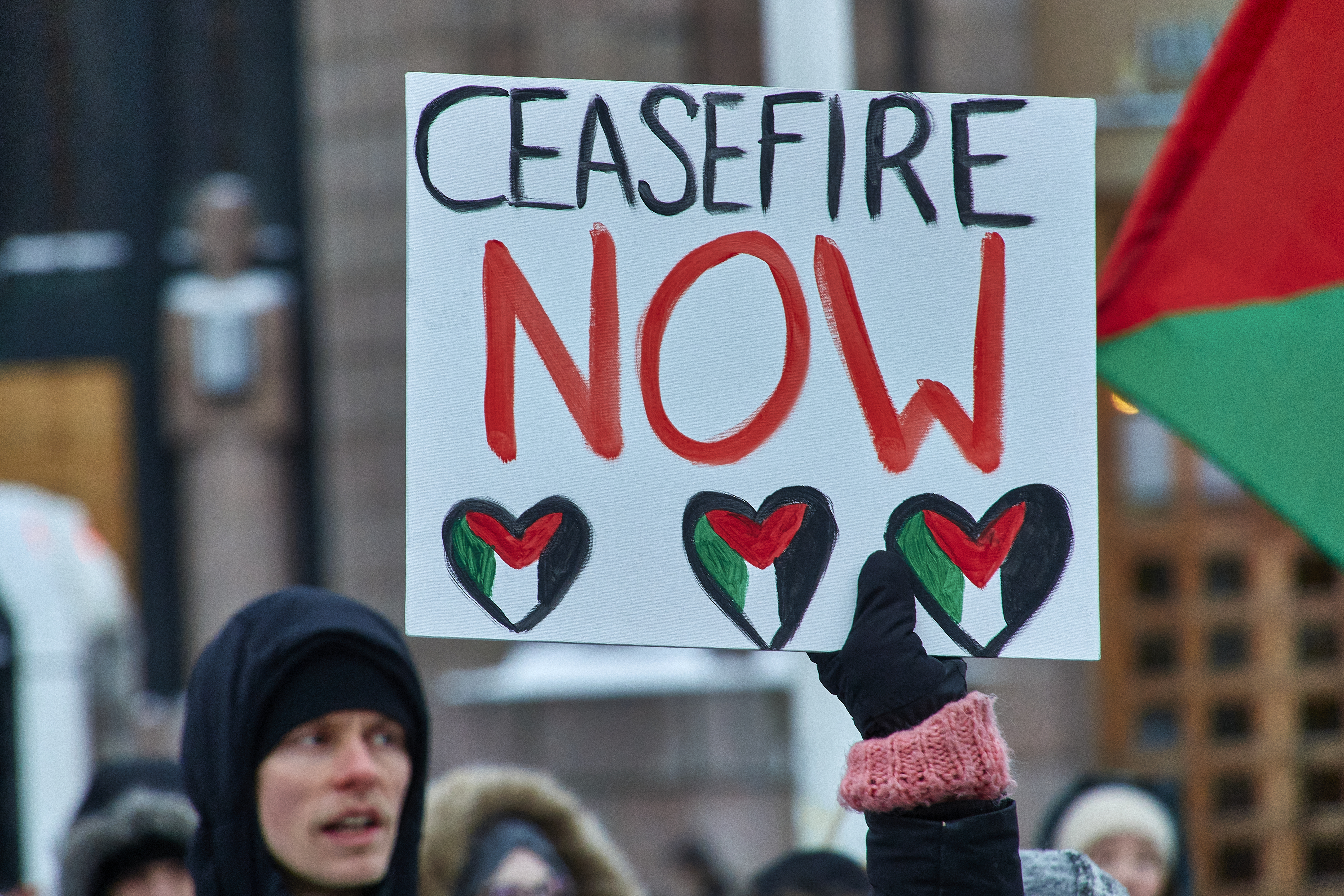
Un manifestant finlandais lors d'un rassemblement en faveur du cessez-le-feu.

Durant la guerre de Gaza, les appels à un cessez-le-feu sont une caractéristique commune des réactions internationales au conflit. De nombreux acteurs internationaux perçoivent le besoin urgent d’un cessez-le-feu en raison de la gravité de la crise humanitaire à Gaza et du nombre croissant de morts parmi les civils, principalement en raison du blocus et l'invasion israélienne de la bande de Gaza. Il est à noter que les dirigeants de certains gouvernements européens qui soutiennent généralement Israël dans le conflit israélo-palestinien ont été parmi les voix appelant à un cessez-le-feu, notamment la France, l’Espagne, le Portugal et l’Irlande, aux côtés de la Turquie, de la Russie, de l’Égypte, du Qatar et de l’Arabie saoudite, entre autres.
Les débats sur l'impact et le calendrier d'un cessez-le-feu sont devenus un élément important du discours politique intérieur dans plusieurs pays, notamment aux États-Unis et au Royaume-Uni, dont les gouvernements ont plutôt appelé à des « pauses humanitaires » dans les combats actuels,. Au 11 novembre 2023, le Premier ministre israélien Benjamin Netanyahu continue de rejeter les appels à un cessez-le-feu, tandis que le 13 novembre, un porte-parole des brigades al-Qassam du Hamas propose la libération de 70 otages israéliens en échange d'une trêve de cinq jours et d'un cessez-le-feu.
Un cessez-le-feu temporaire entre Israël et les groupes combattants palestiniens dans la bande de Gaza entre en vigueur du 24 novembre au 30 novembre 2023. Lors du cessez-le-feu de 2025 entre Israël et le Hamas, un accord diplomatique est conclu le 15 janvier 2025, pour une entrée en vigueur le 19 janvier 2025, entre Israël et le Hamas pour suspendre les opérations militaires dans la bande de Gaza et faciliter l'échange d'otages et de prisonniers. Cet accord marque la première cessation majeure des hostilités depuis le cessez-le-feu entre Israël et le Hamas de novembre 2023. Israël rompt le cessez-le-feu en reprenant les bombardements le 18 mars 2025.